# Fighting Myself
«Fighting Myself» —en español: «Peleando contra mi mismo»— es una canción de la banda Linkin Park. Fue grabado originalmente durante las sesiones de su segundo álbum de estudio Meteora (2003), se lanzó oficialmente el 24 de marzo de 2023, como el segundo sencillo de la reedición del vigésimo aniversario del álbum.

## Antecedentes
Originalmente escrito y grabado durante el ciclo de grabación de su segundo álbum de estudio Meteora en 2002, la banda decidió dejar de lado "Fighting Myself" y luego lo lanzó como parte de la reedición del 20 aniversario. Hablando sobre la canción, Mike Shinoda recordó que solo recordaba una versión instrumental existente, antes de descubrir las voces entre él y Chester Bennington al mirar grabaciones antiguas de Meteora para un posible relanzamiento después de que alguien en la gerencia le envió un archivo vocal antiguo para la canción. El 15 de febrero, "Fighting Myself" se reveló extraoficialmente y se reprodujo por primera vez durante una entrevista de Mike Shinoda con Howard Stern en The Howard Stern Show.

## Composición
"Fighting Myself" ha sido descrita como una canción de nu metal. También se ha observado que es similar a "Papercut" del álbum debut de la banda Hybrid Theory.

## Posicionamiento en lista
| Lista (2023)                                  | Mejor posición |
| --------------------------------------------- | -------------- |
| Austria (Ö3 Austria Top 40)                   | 60             |
| Canada Digital Songs (Billboard)              | 11             |
| Germany (Official German Charts)              | 41             |
| Germany Rock Airplay (Official German Charts) | 13             |
| Global 200 (Billboard)                        | 168            |
| Hungary (Single Top 40)                       | 31             |
| New Zealand Hot Singles (RMNZ)                | 7              |
| Switzerland (Schweizer Hitparade)             | 72             |
| UK Singles (OCC)                              | 81             |
| UK Rock & Metal (OCC)                         | 7              |
| US Bubbling Under Hot 100 (Billboard)         | 22             |
| US Digital Song Sales (Billboard)             | 9              |
| US Hot Rock & Alternative Songs (Billboard)   | 14             |